# Sonate K. 274
La sonate K. 274 (F.222/L.297) en fa majeur est une œuvre pour clavier du compositeur italien Domenico Scarlatti.

## Présentation
La sonate K. 274 en fa majeur, notée Andante, est la première d'un triptyque avec les sonates K. 275 et 276, que les manuscrits de Münster et Vienne regroupent en un seul numéro (5, 5a et 5b). La cellule rythmique présentée dès la première mesure se répète tout au long de la sonate.

## Manuscrits
Le manuscrit principal est le numéro 9 du volume V (Ms. 9776) de Venise (1756), copié pour Maria Barbara ; l'autre étant le premier numéro de Parme VII (Ms. A. G. 31412). Les autres sources manuscrites sont Münster V 5 (Sant Hs 3968), Vienne A 5.

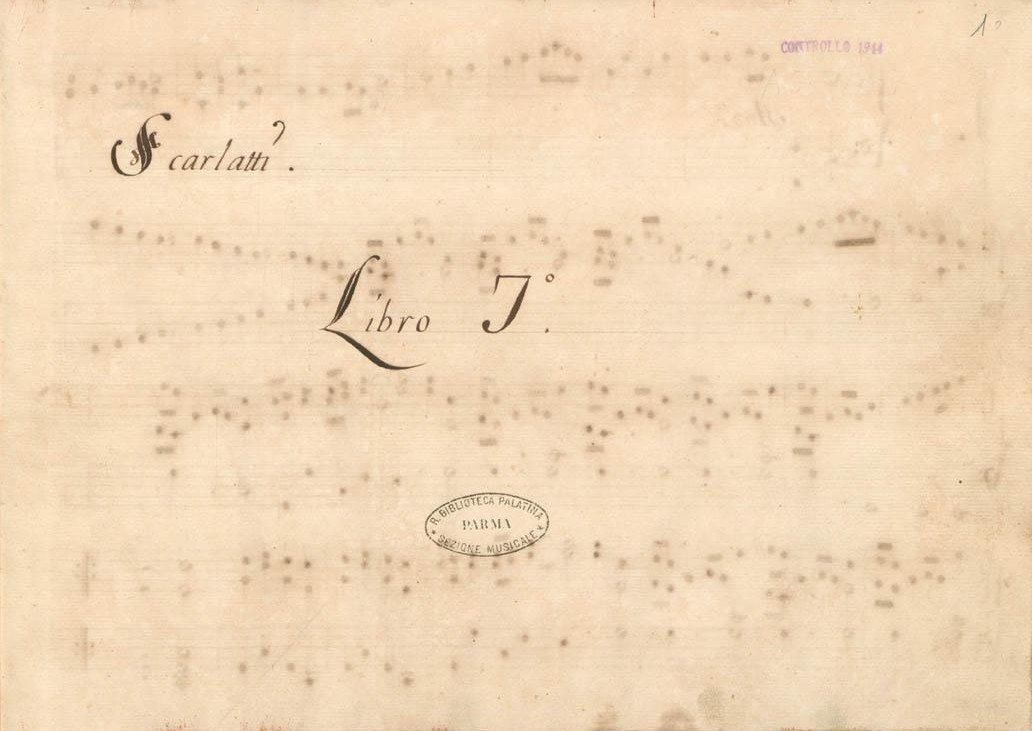
Parme VII (page de titre).
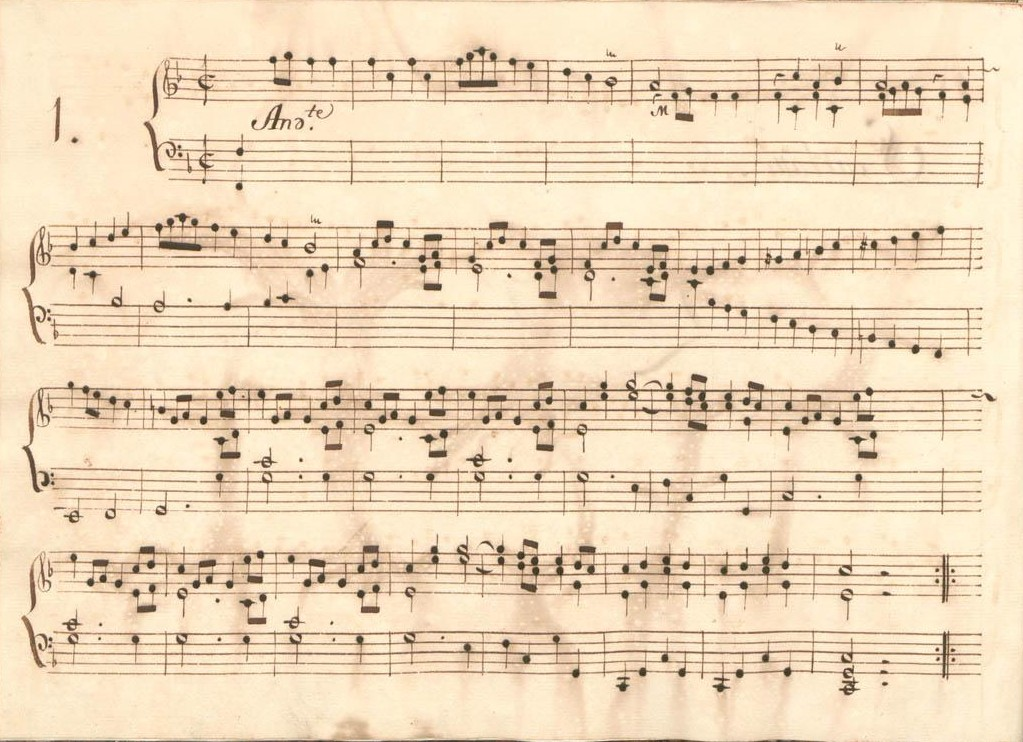
Parme VII 1.
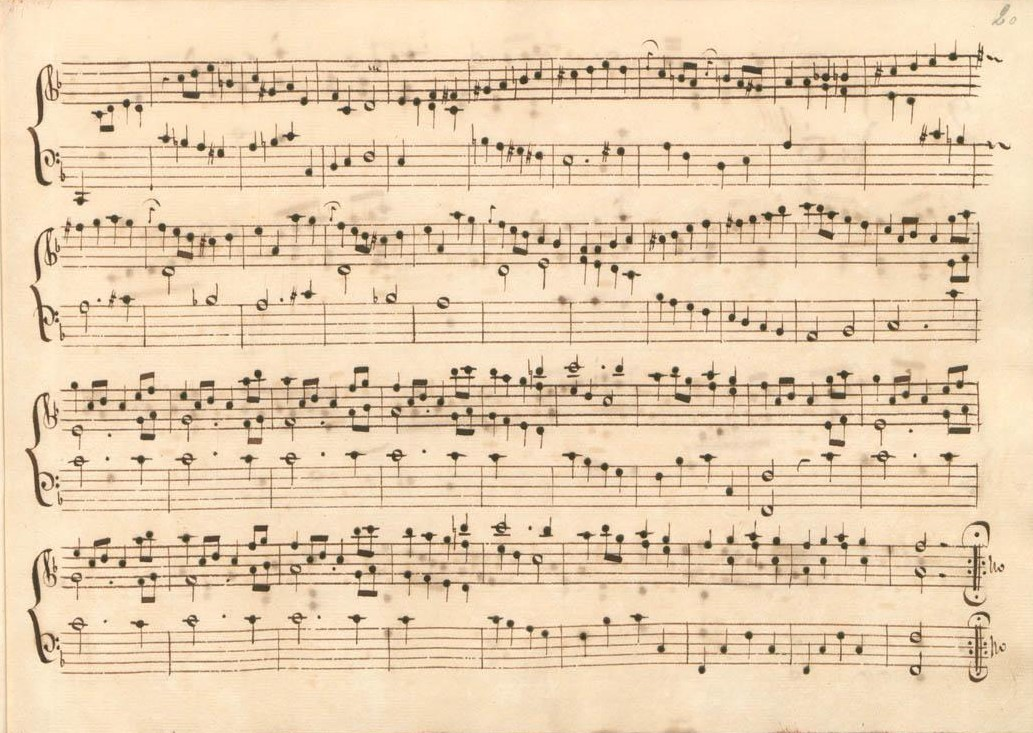
Parme VII 1 (fin de la première section).
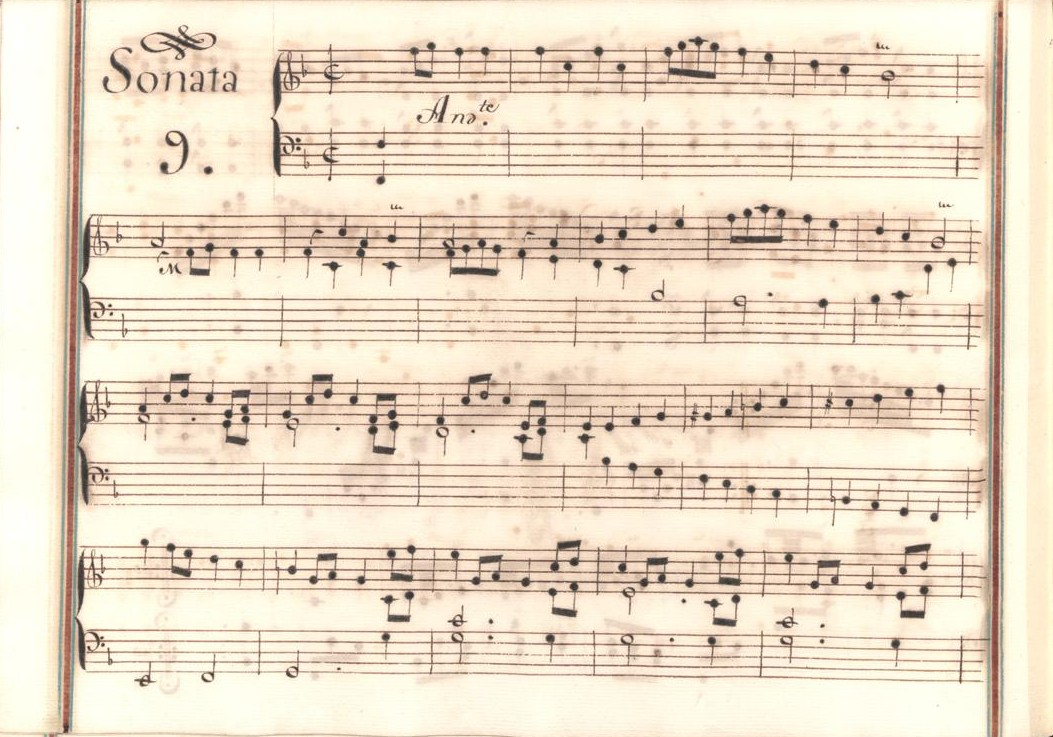
Venise V 9.
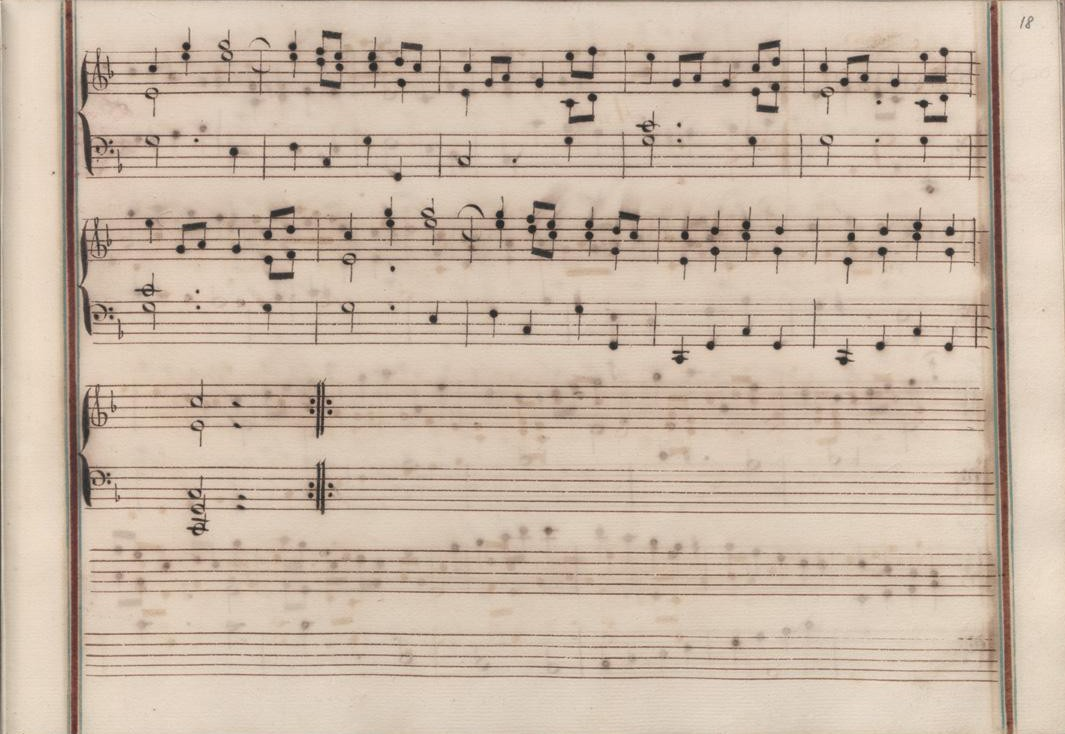
Venise V 9 (fin de la première section).

## Interprètes
Au piano, la sonate K. 274 est défendue par Ievgueni Zarafiants (1999, Naxos, vol. 6) et Carlo Grante (Music & Arts, vol. 3) ; au clavecin, elle est enregistrée par Luciano Sgrizzi (1964, Decca/Accord), Christopher Hogwood (1982, Decca), Scott Ross (1985, Erato), Richard Lester (Nimbus, vol. 2) et Diego Ares (2012, Pan Classics).

## Sources
: document utilisé comme source pour la rédaction de cet article.
- Ralph Kirkpatrick (trad. de l'anglais par Dennis Collins), Domenico Scarlatti, Paris, Lattès, coll. « Musique et Musiciens », 1982 (1re éd. 1953 (en)), 493 p. (OCLC 954954205, BNF 34689181).
- Alain de Chambure, « Domenico Scarlatti : Intégrale des sonates — Scott Ross », p. 204, Erato (2564-62092-2), 1985 (OCLC 891183737) .
- Roland de Candé, Les chefs-d'œuvre classiques de la musique, Paris, Seuil, 2000, 802 p. (ISBN 2-02-039863-X, OCLC 46473027, BNF 37105991), p. 613–614.
- (en) W. Dean Sutcliffe, The Keyboard Sonatas of Domenico Scarlatti and Eighteenth-Century Musical Style, Cambridge / New York, Cambridge University Press, 2008, xi-400 (ISBN 978-0-521-07122-2, OCLC 1005658462).